# Apolo
Apolo è un comune (municipio in spagnolo) della Bolivia nella provincia di Franz Tamayo (dipartimento di La Paz) con 13 878 abitanti (dato 2010).

## Cantoni
Il comune è suddiviso in 5 cantoni (popolazione 2001):
- Apolo - 6 951 abitanti
- Aten - 3 573 abitanti
- Mojos - 56 abitanti
- Pata - 454 abitanti
- Santa Cruz del Valle Ameno - 2 141 abitanti